# Phyllachora rudgeae
Phyllachora rudgeae är en svampart som beskrevs av Syd. & P. Syd. 1901. Phyllachora rudgeae ingår i släktet Phyllachora och familjen Phyllachoraceae.   Inga underarter finns listade i Catalogue of Life.